# Cucumis rumphianus
Cucumis rumphianus är en gurkväxtart som först beskrevs av Rudolph Herman Scheffer, och fick sitt nu gällande namn av H.Schaef.. Cucumis rumphianus ingår i släktet gurkor, och familjen gurkväxter. Inga underarter finns listade i Catalogue of Life.